# Dirka po Italiji 2021
Dirka po Italiji 2021 (italijansko Giro d'Italia 2021) je 104. izvedba dirke po Italiji, tritedenske moške cestne kolesarske etapne dirke. Začela se je 8. maja v Torinu in končala 30. maja v Milanu. Sodelovalo je 184 kolesarjev iz 23-ih ekip. Rožnato majico je prvič osvojil Egan Bernal (Ineos Grenadiers), drugo mesto Damiano Caruso (Team Bahrain Victorious), tretje pa Simon Yates (Team BikeExchange). Vijolično majico je osvojil Peter Sagan (Bora–Hansgrohe), modro majico Geoffrey Bouchard (AG2R Citroën Team), belo majico pa Egan Bernal.

## Ekipe
UCI WorldTeams
- AG2R Citroën Team
- Astana–Premier Tech
- Bora–Hansgrohe
- Cofidis
- Deceuninck–Quick-Step
- EF Education–Nippo
- Groupama–FDJ
- Ineos Grenadiers
- Intermarché–Wanty–Gobert Matériaux
- Israel Start-Up Nation
- Lotto–Soudal
- Movistar Team
- Team Bahrain Victorious
- Team BikeExchange
- Team DSM
- Team Jumbo–Visma
- Team Qhubeka Assos
- Trek–Segafredo
- UAE Team Emirates

UCI ProTeams
- Alpecin–Fenix
- Androni Giocattoli–Sidermec
- Bardiani–CSF–Faizanè
- Eolo–Kometa

## Etape
| Etapa  | Datum   | Štart/Cilj                                        | Razdalja  | Tip       | Tip                    | Zmagovalec               |           |
| ------ | ------- | ------------------------------------------------- | --------- | --------- | ---------------------- | ------------------------ | --------- |
| 1      | 8. maj  | Torino — Torino                                   | 8.6 km    |           | posamični kronometer   | Filippo Ganna (ITA)      |           |
| 2      | 9. maj  | Stupinigi (Nichelino) — Novara                    | 179 km    |           | ravninska etapa        | Tim Merlier (BEL)        |           |
| 3      | 10. maj | Biella — Canale                                   | 190 km    |           | hribovita etapa        | Taco van der Hoorn (NED) |           |
| 4      | 11. maj | Piacenza — Sestola                                | 187 km    |           | hribovito-gorska etapa | Joe Dombrowski (USA)     |           |
| 5      | 12. maj | Modena — Cattolica                                | 177 km    |           | ravninska etapa        | Caleb Ewan (AUS)         |           |
| 6      | 13. maj | Grotte di Frasassi — Ascoli Piceno (San Giacomo)  | 160 km    |           | hribovito-gorska etapa | Gino Mäder (SUI)         |           |
| 7      | 14. maj | Notaresco — Termoli                               | 181 km    |           | ravninska etapa        | Caleb Ewan (AUS)         |           |
| 8      | 15. maj | Foggia — Guardia Sanframondi                      | 170 km    |           | hribovito-gorska etapa | Victor Lafay (FRA)       |           |
| 9      | 16. maj | Castel di Sangro — Campo Felice (Rocca di Cambio) | 158 km    |           | gorska etapa           | Egan Bernal (COL)        |           |
| 10     | 17. maj | L'Aquila — Foligno                                | 139 km    |           | ravninska etapa        | Peter Sagan (SVK)        |           |
|        | 18. maj | Foligno                                           | Foligno   |           | dan počitka            | dan počitka              |           |
| 11     | 19. maj | Perugia — Montalcino                              | 162 km    |           | hribovita etapa        | Mauro Schmid (SUI)       |           |
| 12     | 20. maj | Siena — Bagno di Romagna                          | 212 km    |           | hribovito-gorska etapa | Andrea Vendrame (ITA)    |           |
| 13     | 21. maj | Ravenna — Verona                                  | 198 km    |           | ravninska etapa        | Giacomo Nizzolo (ITA)    |           |
| 14     | 22. maj | Cittadella — Monte Zoncolan                       | 205 km    |           | gorska etapa           | Lorenzo Fortunato (ITA)  |           |
| 15     | 23. maj | Grado — Gorica                                    | 147 km    |           | hribovita etapa        | Victor Campenaerts (BEL) |           |
| 16     | 24. maj | Sacile — Cortina d'Ampezzo                        | 153 km    |           | gorska etapa           | Egan Bernal (COL)        |           |
|        | 25. maj | Canazei                                           | Canazei   |           | dan počitka            | dan počitka              |           |
| 17     | 26. maj | Canazei — Sega di Ala                             | 193 km    |           | gorska etapa           | Dan Martin (IRL)         |           |
| 18     | 27. maj | Rovereto — Stradella                              | 231 km    |           | ravninska etapa        | Alberto Bettiol (ITA)    |           |
| 19]]   | 28. maj | Abbiategrasso — Alpe di Mera (Valsesia)           | 166 km    |           | gorska etapa           | Simon Yates (GBR)        |           |
| 20     | 29. maj | Verbania — Valle Spluga (Alpe Motta)              | 164 km    |           | gorska etapa           | Damiano Caruso (ITA)     |           |
| 21     | 30. maj | Senago — Milano                                   | 30,3 km   |           | posamični kronometer   | Filippo Ganna (ITA)      |           |
| Skupaj | Skupaj  | Skupaj                                            | 3410,9 km | 3410,9 km | 3410,9 km              | 3410,9 km                | 3410,9 km |

## Razvrstitev po klasifikacijah
| Etapa  | Zmagovalec         | Rožnata majica ·     | Vijolična majica · | Modra majica ·    | Bela majica · | Ekipno                  | Vmesni šprinti   | Borbenost ·          | Begi              | Športnost               |
| ------ | ------------------ | -------------------- | ------------------ | ----------------- | ------------- | ----------------------- | ---------------- | -------------------- | ----------------- | ----------------------- |
| 1      | Filippo Ganna      | Filippo Ganna        | Filippo Ganna      | brez              | Filippo Ganna | Team Jumbo–Visma        | brez             | Filippo Ganna        | brez              | Ineos Grenadiers        |
| 2      | Tim Merlier        | Filippo Ganna        | Tim Merlier        | Vincenzo Albanese | Filippo Ganna | Team Jumbo–Visma        | Filippo Ganna    | Filippo Ganna        | Filippo Tagliani  | Ineos Grenadiers        |
| 3      | Taco van der Hoorn | Filippo Ganna        | Tim Merlier        | Vincenzo Albanese | Filippo Ganna | Team Jumbo–Visma        | Simon Pellaud    | Filippo Ganna        | Vincenzo Albanese | Ineos Grenadiers        |
| 4      | Joe Dombrowski     | Alessandro De Marchi | Tim Merlier        | Joe Dombrowski    | Attila Valter | Team Bahrain Victorious | Simon Pellaud    | Alessandro De Marchi | Vincenzo Albanese | Israel Start-Up Nation  |
| 5      | Caleb Ewan         | Alessandro De Marchi | Giacomo Nizzolo    | Joe Dombrowski    | Attila Valter | Team Bahrain Victorious | Filippo Tagliani | Simon Pellaud        | Vincenzo Albanese | Israel Start-Up Nation  |
| 6      | Gino Mäder         | Attila Valter        | Giacomo Nizzolo    | Gino Mäder        | Attila Valter | Team Bahrain Victorious | Filippo Tagliani | Gino Mäder           | Vincenzo Albanese | Groupama–FDJ            |
| 7      | Caleb Ewan         | Attila Valter        | Caleb Ewan         | Gino Mäder        | Attila Valter | Team Bahrain Victorious | Simon Pellaud    | Simon Pellaud        | Simon Pellaud     | Groupama–FDJ            |
| 8      | Victor Lafay       | Attila Valter        | Tim Merlier        | Gino Mäder        | Attila Valter | Ineos Grenadiers        | Simon Pellaud    | Simon Pellaud        | Simon Pellaud     | Groupama–FDJ            |
| 9      | Egan Bernal        | Egan Bernal          | Tim Merlier        | Geoffrey Bouchard | Egan Bernal   | Ineos Grenadiers        | Simon Pellaud    | Simon Pellaud        | Simon Pellaud     | Trek–Segafredo          |
| 10     | Peter Sagan        | Egan Bernal          | Peter Sagan        | Geoffrey Bouchard | Egan Bernal   | Ineos Grenadiers        | Simon Pellaud    | Simon Pellaud        | Simon Pellaud     | Trek–Segafredo          |
| 11     | Mauro Schmid       | Egan Bernal          | Peter Sagan        | Geoffrey Bouchard | Egan Bernal   | Ineos Grenadiers        | Simon Pellaud    | Simon Pellaud        | Simon Pellaud     | Team Bahrain Victorious |
| 12     | Andrea Vendrame    | Egan Bernal          | Peter Sagan        | Geoffrey Bouchard | Egan Bernal   | Ineos Grenadiers        | Simon Pellaud    | Dries De Bondt       | Simon Pellaud     | Team Bahrain Victorious |
| 13     | Giacomo Nizzolo    | Egan Bernal          | Peter Sagan        | Geoffrey Bouchard | Egan Bernal   | Ineos Grenadiers        | Umberto Marengo  | Simon Pellaud        | Simon Pellaud     | Team Bahrain Victorious |
| 14     | Lorenzo Fortunato  | Egan Bernal          | Peter Sagan        | Geoffrey Bouchard | Egan Bernal   | Ineos Grenadiers        | Umberto Marengo  | Simon Pellaud        | Simon Pellaud     | Team Bahrain Victorious |
| 15     | Victor Campenaerts | Egan Bernal          | Peter Sagan        | Geoffrey Bouchard | Egan Bernal   | Trek–Segafredo          | Umberto Marengo  | Dries De Bondt       | Simon Pellaud     | Team Bahrain Victorious |
| 16     | Egan Bernal        | Egan Bernal          | Peter Sagan        | Geoffrey Bouchard | Egan Bernal   | Trek–Segafredo          | Umberto Marengo  | Dries De Bondt       | Simon Pellaud     | Team Bahrain Victorious |
| 17     | Dan Martin         | Egan Bernal          | Peter Sagan        | Geoffrey Bouchard | Egan Bernal   | Ineos Grenadiers        | Dries De Bondt   | Dries De Bondt       | Simon Pellaud     | Team Bahrain Victorious |
| 18     | Alberto Bettiol    | Egan Bernal          | Peter Sagan        | Geoffrey Bouchard | Egan Bernal   | Team DSM                | Dries De Bondt   | Dries De Bondt       | Simon Pellaud     | Team Bahrain Victorious |
| 19     | Simon Yates        | Egan Bernal          | Peter Sagan        | Geoffrey Bouchard | Egan Bernal   | Ineos Grenadiers        | Dries De Bondt   | Dries De Bondt       | Simon Pellaud     | Team Bahrain Victorious |
| 20     | Damiano Caruso     | Egan Bernal          | Peter Sagan        | Geoffrey Bouchard | Egan Bernal   | Ineos Grenadiers        | Dries De Bondt   | Dries De Bondt       | Simon Pellaud     | Team Bahrain Victorious |
| 21     | Filippo Ganna      | Egan Bernal          | Peter Sagan        | Geoffrey Bouchard | Egan Bernal   | Ineos Grenadiers        | Dries De Bondt   | Dries De Bondt       | Simon Pellaud     | Team Bahrain Victorious |
| Skupaj | Skupaj             | Egan Bernal          | Peter Sagan        | Geoffrey Bouchard | Egan Bernal   | Ineos Grenadiers        | Dries De Bondt   | Dries De Bondt       | Simon Pellaud     | Team Bahrain Victorious |

## Končna razvrstitev
| Legenda | Legenda                                  | Legenda | Legenda                                    |
| ------- | ---------------------------------------- | ------- | ------------------------------------------ |
|         | Predstavlja vodilnega v skupnem seštevku |         | Predstavlja najboljšega mladega kolesarja  |
|         | Predstavlja vodilnega po točkah          |         | Predstavlja vodilnega v gorski razvrstitvi |
|         | Predstavlja najbolj borbenega kolesarja  |         |                                            |

### Rožnata majica
| Poz. | Kolesar                 | Ekipa                   | Čas         |
| ---- | ----------------------- | ----------------------- | ----------- |
| 1    | Egan Bernal (COL)       | Ineos Grenadiers        | 86h 17' 28" |
| 2    | Damiano Caruso (ITA)    | Team Bahrain Victorious | + 1' 29"    |
| 3    | Simon Yates (GBR)       | Team BikeExchange       | + 4' 15"    |
| 4    | Aleksander Vlasov (RUS) | Astana–Premier Tech     | + 6' 40"    |
| 5    | Daniel Martínez (COL)   | Ineos Grenadiers        | + 7' 24"    |
| 6    | João Almeida (POR)      | Deceuninck–Quick-Step   | + 7' 24"    |
| 7    | Romain Bardet (FRA)     | Team DSM                | + 8' 05"    |
| 8    | Hugh Carthy (GBR)       | EF Education–Nippo      | + 8' 56"    |
| 9    | Tobias Foss (NOR)       | Team Jumbo–Visma        | + 11' 44"   |
| 10   | Dan Martin (IRL)        | Israel Start-Up Nation  | + 18' 35"   |

| Poz. | Kolesar                       | Ekipa                              | Čas          |
| ---- | ----------------------------- | ---------------------------------- | ------------ |
| 11   | George Bennett (NZL)          | Team Jumbo–Visma                   | + 25' 35"    |
| 12   | Koen Bouwman (NED)            | Team Jumbo–Visma                   | + 30' 56"    |
| 13   | Pello Bilbao (ESP)            | Team Bahrain Victorious            | + 37' 58"    |
| 14   | Attila Valter (HUN)           | Groupama–FDJ                       | + 45' 30"    |
| 15   | Davide Formolo (ITA)          | UAE Team Emirates                  | + 47' 21"    |
| 16   | Lorenzo Fortunato (ITA)       | Eolo–Kometa                        | + 47' 31"    |
| 17   | Diego Ulissi (ITA)            | UAE Team Emirates                  | + 56' 32"    |
| 18   | Vincenzo Nibali (ITA)         | Trek–Segafredo                     | + 1h 03' 59" |
| 19   | Gorka Izagirre (ESP)          | Astana–Premier Tech                | + 1h 04' 12" |
| 20   | Louis Vervaeke (BEL)          | Alpecin–Fenix                      | + 1h 05' 19" |
| 21   | Tanel Kangert (EST)           | Team BikeExchange                  | + 1h 07' 25" |
| 22   | Antonio Pedrero (ESP)         | Movistar Team                      | + 1h 07' 50" |
| 23   | Jonathan Castroviejo (ESP)    | Ineos Grenadiers                   | + 1h 18' 16" |
| 24   | Gianni Moscon (ITA)           | Ineos Grenadiers                   | + 1h 18' 17" |
| 25   | Mikel Nieve (ESP)             | Team BikeExchange                  | + 1h 20' 58" |
| 26   | Jan Hirt (CZE)                | Intermarché–Wanty–Gobert Matériaux | + 1h 32' 42" |
| 27   | Nelson Oliveira (POR)         | Movistar Team                      | + 1h 36' 27" |
| 28   | Bauke Mollema (NED)           | Trek–Segafredo                     | + 1h 36' 47" |
| 29   | Francesco Gavazzi (ITA)       | Eolo–Kometa                        | + 1h 40' 19" |
| 30   | Alberto Bettiol (ITA)         | EF Education–Nippo                 | + 1h 43' 43" |
| 31   | Michael Storer (AUS)          | Team DSM                           | + 1h 49' 05" |
| 32   | Matteo Fabbro (ITA)           | Bora–Hansgrohe                     | + 1h 49' 23" |
| 33   | Luis León Sánchez (ESP)       | Astana–Premier Tech                | + 1h 49' 52" |
| 34   | Matteo Badilatti (SUI)        | Groupama–FDJ                       | + 1h 51' 47" |
| 35   | Giovanni Carboni (ITA)        | Bardiani–CSF–Faizanè               | + 2h 00' 45" |
| 36   | Harold Tejada (COL)           | Astana–Premier Tech                | + 2h 01' 12" |
| 37   | Rudy Molard (FRA)             | Groupama–FDJ                       | + 2h 02' 01" |
| 38   | Alessandro Covi (ITA)         | UAE Team Emirates                  | + 2h 03' 30" |
| 39   | Einer Rubio (COL)             | Movistar Team                      | + 2h 03' 56" |
| 40   | Vadim Pronski (KAZ)           | Astana–Premier Tech                | + 2h 03' 59" |
| 41   | Larry Warbasse (USA)          | AG2R Citroën Team                  | + 2h 05' 59" |
| 42   | Felix Großschartner (AUT)     | Bora–Hansgrohe                     | + 2h 12' 10" |
| 43   | Quinten Hermans (BEL)         | Intermarché–Wanty–Gobert Matériaux | + 2h 13' 57" |
| 44   | Simone Petilli (ITA)          | Intermarché–Wanty–Gobert Matériaux | + 2h 14' 12" |
| 45   | Chris Hamilton (AUS)          | Team DSM                           | + 2h 17' 55" |
| 46   | Edward Ravasi (ITA)           | Eolo–Kometa                        | + 2h 18' 40" |
| 47   | Eduardo Sepúlveda (ARG)       | Androni Giocattoli–Sidermec        | + 2h 20' 12" |
| 48   | Patrick Bevin (NZL)           | Israel Start-Up Nation             | + 2h 21' 29" |
| 49   | Jhonatan Narváez (ECU)        | Ineos Grenadiers                   | + 2h 21' 53" |
| 50   | Andrea Vendrame (ITA)         | AG2R Citroën Team                  | + 2h 23' 42" |
| 51   | Rein Taaramäe (EST)           | Intermarché–Wanty–Gobert Matériaux | + 2h 24' 46" |
| 52   | Jacopo Mosca (ITA)            | Trek–Segafredo                     | + 2h 27' 00" |
| 53   | James Knox (GBR)              | Deceuninck–Quick-Step              | + 2h 29' 17" |
| 54   | Dario Cataldo (ITA)           | Movistar Team                      | + 2h 29' 24" |
| 55   | Davide Villella (ITA)         | Movistar Team                      | + 2h 29' 51" |
| 56   | Pieter Serry (BEL)            | Deceuninck–Quick-Step              | + 2h 30' 40" |
| 57   | Kilian Frankiny (SUI)         | Team Qhubeka Assos                 | + 2h 34' 36" |
| 58   | Geoffrey Bouchard (FRA)       | AG2R Citroën Team                  | + 2h 36' 35" |
| 59   | Nicolas Roche (IRL)           | Team DSM                           | + 2h 41' 13" |
| 60   | Tony Gallopin (FRA)           | AG2R Citroën Team                  | + 2h 46' 05" |
| 61   | Matteo Sobrero (ITA)          | Astana–Premier Tech                | + 2h 47' 16" |
| 62   | Nikias Arndt (GER)            | Team DSM                           | + 2h 56' 04" |
| 63   | Amanuel Ghebreigzabhier (ERI) | Trek–Segafredo                     | + 2h 59' 03" |
| 64   | Lars van den Berg (NED)       | Groupama–FDJ                       | + 3h 13' 49" |
| 65   | Jimmy Janssens (BEL)          | Alpecin–Fenix                      | + 3h 15' 06" |
| 66   | Simon Carr (GBR)              | EF Education–Nippo                 | + 3h 18' 32" |
| 67   | Andrij Ponomar (UKR)          | Androni Giocattoli–Sidermec        | + 3h 18' 33" |
| 68   | Rémi Cavagna (FRA)            | Deceuninck–Quick-Step              | + 3h 19' 43" |
| 69   | Simon Pellaud (SUI)           | Androni Giocattoli–Sidermec        | + 3h 20' 10" |
| 70   | Jan Tratnik (SLO)             | Team Bahrain Victorious            | + 3h 22' 28" |
| 71   | Simone Ravanelli (ITA)        | Androni Giocattoli–Sidermec        | + 3h 22' 30" |
| 72   | Andrea Pasqualon (ITA)        | Intermarché–Wanty–Gobert Matériaux | + 3h 23' 57" |
| 73   | Filippo Zana (ITA)            | Bardiani–CSF–Faizanè               | + 3h 28' 45" |
| 74   | Guy Niv (ISR)                 | Israel Start-Up Nation             | + 3h 33' 32" |
| 75   | Vincenzo Albanese (ITA)       | Eolo–Kometa                        | + 3h 34' 13" |
| 76   | Mark Christian (GBR)          | Eolo–Kometa                        | + 3h 35' 44" |
| 77   | Jukija Araširo (JPN)          | Team Bahrain Victorious            | + 3h 36' 24" |
| 78   | Jens Keukeleire (BEL)         | EF Education–Nippo                 | + 3h 37' 24" |
| 79   | Stefano Oldani (ITA)          | Lotto–Soudal                       | + 3h 39' 11" |
| 80   | Giovanni Aleotti (ITA)        | Bora–Hansgrohe                     | + 3h 40' 28" |
| 81   | Mikkel Frølich Honoré (DEN)   | Deceuninck–Quick-Step              | + 3h 41' 43" |
| 82   | Samuele Battistella (ITA)     | Astana–Premier Tech                | + 3h 45' 57" |
| 83   | Callum Scotson (AUS)          | Team BikeExchange                  | + 3h 46' 05" |
| 84   | Tejay van Garderen (USA)      | EF Education–Nippo                 | + 3h 46' 16" |
| 85   | Enrico Battaglin (ITA)        | Bardiani–CSF–Faizanè               | + 3h 47' 55" |
| 86   | Harm Vanhoucke (BEL)          | Lotto–Soudal                       | + 3h 49' 07" |
| 87   | Gianni Vermeersch (BEL)       | Alpecin–Fenix                      | + 3h 52' 52" |
| 88   | Romain Seigle (FRA)           | Groupama–FDJ                       | + 3h 55' 23" |
| 89   | Valerio Conti (ITA)           | UAE Team Emirates                  | + 3h 58' 45" |
| 90   | Simon Guglielmi (FRA)         | Groupama–FDJ                       | + 3h 59' 46" |
| 91   | Dries De Bondt (BEL)          | Alpecin–Fenix                      | + 4h 03' 03" |
| 92   | Natnael Tesfatsion (ERI)      | Androni Giocattoli–Sidermec        | + 4h 03' 27" |
| 93   | Mauro Schmid (SUI)            | Team Qhubeka Assos                 | + 4h 03' 47" |
| 94   | Salvatore Puccio (ITA)        | Ineos Grenadiers                   | + 4h 04' 23" |
| 95   | Giovanni Visconti (ITA)       | Bardiani–CSF–Faizanè               | + 4h 04' 45" |
| 96   | Rafael Valls (ESP)            | Team Bahrain Victorious            | + 4h 04' 52" |
| 97   | Christopher Juul-Jensen (DEN) | Team BikeExchange                  | + 4h 05' 47" |
| 98   | Matteo Jorgenson (USA)        | Movistar Team                      | + 4h 05' 48" |
| 99   | Paul Martens (GER)            | Team Jumbo–Visma                   | + 4h 09' 07" |
| 100  | Márton Dina (HUN)             | Eolo–Kometa                        | + 4h 11' 55" |
| 101  | Senne Leysen (BEL)            | Alpecin–Fenix                      | + 4h 15' 22" |
| 102  | Nico Denz (GER)               | Team DSM                           | + 4h 16' 02" |
| 103  | Cesare Benedetti (ITA)        | Bora–Hansgrohe                     | + 4h 26' 44" |
| 104  | Oscar Riesebeek (NED)         | Alpecin–Fenix                      | + 4h 33' 33" |
| 105  | Samuele Zoccarato (ITA)       | Bardiani–CSF–Faizanè               | + 4h 33' 49" |
| 106  | Davide Gabburo (ITA)          | Bardiani–CSF–Faizanè               | + 4h 35' 44" |
| 107  | Taco van der Hoorn (NED)      | Intermarché–Wanty–Gobert Matériaux | + 4h 35' 49" |
| 108  | Filippo Fiorelli (ITA)        | Bardiani–CSF–Faizanè               | + 4h 36' 05" |
| 109  | Fernando Gaviria (COL)        | UAE Team Emirates                  | + 4h 37' 48" |
| 110  | Simone Consonni (ITA)         | Cofidis                            | + 4h 38' 16" |
| 111  | Cameron Meyer (AUS)           | Team BikeExchange                  | + 4h 38' 42" |
| 112  | Daniel Oss (ITA)              | Bora–Hansgrohe                     | + 4h 42' 49" |
| 113  | Edoardo Affini (ITA)          | Team Jumbo–Visma                   | + 4h 43' 51" |
| 114  | Alexis Gougeard (FRA)         | AG2R Citroën Team                  | + 4h 43' 57" |
| 115  | Antoine Duchesne (CAN)        | Groupama–FDJ                       | + 4h 43' 58" |
| 116  | Max Kanter (GER)              | Team DSM                           | + 4h 46' 24" |
| 117  | Peter Sagan (SVK)             | Bora–Hansgrohe                     | + 4h 46' 24" |
| 118  | Filippo Ganna (ITA)           | Ineos Grenadiers                   | + 4h 47' 40" |
| 119  | Lawrence Naesen (BEL)         | AG2R Citroën Team                  | + 4h 47' 48" |
| 120  | Michael Hepburn (AUS)         | Team BikeExchange                  | + 4h 47' 58" |
| 121  | Iljo Keisse (BEL)             | Deceuninck–Quick-Step              | + 4h 50' 45" |
| 122  | Bert-Jan Lindeman (NED)       | Team Qhubeka Assos                 | + 4h 58' 29" |
| 123  | Filippo Tagliani (ITA)        | Androni Giocattoli–Sidermec        | + 4h 59' 05" |
| 124  | Max Walscheid (GER)           | Team Qhubeka Assos                 | + 4h 59' 37" |
| 125  | Julius van den Berg (NED)     | EF Education–Nippo                 | + 5h 00' 11" |
| 126  | Juan Sebastián Molano (COL)   | UAE Team Emirates                  | + 5h 01' 04" |
| 127  | Davide Cimolai (ITA)          | Israel Start-Up Nation             | + 5h 02' 16" |
| 128  | Wesley Kreder (NED)           | Intermarché–Wanty–Gobert Matériaux | + 5h 02' 43" |
| 129  | Samuele Rivi (ITA)            | Eolo–Kometa                        | + 5h 02' 59" |
| 130  | Matthias Brändle (AUT)        | Israel Start-Up Nation             | + 5h 03' 34" |
| 131  | Łukasz Wiśniowski (POL)       | Team Qhubeka Assos                 | + 5h 08' 11" |
| 132  | Nicola Venchiarutti (ITA)     | Androni Giocattoli–Sidermec        | + 5h 08' 13" |
| 133  | Fabio Sabatini (ITA)          | Cofidis                            | + 5h 09' 16" |
| 134  | Koen de Kort (NED)            | Trek–Segafredo                     | + 5h 11' 05" |
| 135  | Elia Viviani (ITA)            | Cofidis                            | + 5h 12' 15" |
| 136  | Maciej Bodnar (POL)           | Bora–Hansgrohe                     | + 5h 14' 42" |
| 137  | Maximiliano Richeze (ARG)     | UAE Team Emirates                  | + 5h 17' 22" |
| 138  | Albert Torres (ESP)           | Movistar Team                      | + 5h 17' 26" |
| 139  | Umberto Marengo (ITA)         | Bardiani–CSF–Faizanè               | + 5h 19' 06" |
| 140  | Alexander Krieger (GER)       | Alpecin–Fenix                      | + 5h 25' 02" |
| 141  | Matteo Moschetti (ITA)        | Trek–Segafredo                     | + 5h 29' 21" |
| 142  | Attilio Viviani (ITA)         | Cofidis                            | + 5h 29' 40" |
| 143  | Riccardo Minali (ITA)         | Intermarché–Wanty–Gobert Matériaux | + 5h 35' 49" |

### Vijolična majica
| Poz. | Kolesar                | Ekipa                              | Točke |
| ---- | ---------------------- | ---------------------------------- | ----- |
| 1    | Peter Sagan (SVK)      | Bora–Hansgrohe                     | 136   |
| 2    | Davide Cimolai (ITA)   | Israel Start-Up Nation             | 118   |
| 3    | Fernando Gaviria (COL) | UAE Team Emirates                  | 116   |
| 4    | Elia Viviani (ITA)     | Cofidis                            | 86    |
| 5    | Egan Bernal (COL)      | Ineos Grenadiers                   | 80    |
| 6    | Dries De Bondt (BEL)   | Alpecin–Fenix                      | 71    |
| 7    | Andrea Pasqualon (ITA) | Intermarché–Wanty–Gobert Matériaux | 61    |
| 8    | Simone Consonni (ITA)  | Cofidis                            | 60    |
| 9    | Edoardo Affini (ITA)   | Team Jumbo–Visma                   | 59    |
| 10   | Alberto Bettiol (ITA)  | EF Education–Nippo                 | 57    |

### Modra majica
| Poz. | Kolesar                 | Ekipa                   | Točke |
| ---- | ----------------------- | ----------------------- | ----- |
| 1    | Geoffrey Bouchard (FRA) | AG2R Citroën Team       | 184   |
| 2    | Egan Bernal (COL)       | Ineos Grenadiers        | 140   |
| 3    | Damiano Caruso (ITA)    | Team Bahrain Victorious | 99    |
| 4    | Dan Martin (IRL)        | Israel Start-Up Nation  | 83    |
| 5    | Simon Yates (GBR)       | Team BikeExchange       | 61    |
| 6    | João Almeida (POR)      | Deceuninck–Quick-Step   | 54    |
| 7    | Bauke Mollema (NED)     | Trek–Segafredo          | 53    |
| 8    | Lorenzo Fortunato (ITA) | Eolo–Kometa             | 52    |
| 9    | Romain Bardet (FRA)     | Team DSM                | 49    |
| 10   | Michael Storer (AUS)    | Team DSM                | 46    |

### Bela majica
| Poz. | Kolesar                 | Ekipa                 | Čas          |
| ---- | ----------------------- | --------------------- | ------------ |
| 1    | Egan Bernal (COL)       | Ineos Grenadiers      | 86h 17' 28"  |
| 2    | Aleksander Vlasov (RUS) | Astana–Premier Tech   | + 6' 40"     |
| 3    | Daniel Martínez (COL)   | Ineos Grenadiers      | + 7' 24"     |
| 4    | João Almeida (POR)      | Deceuninck–Quick-Step | + 7' 24"     |
| 5    | Tobias Foss (NOR)       | Team Jumbo–Visma      | + 11' 44"    |
| 6    | Attila Valter (HUN)     | Groupama–FDJ          | + 45' 30"    |
| 7    | Lorenzo Fortunato (ITA) | Eolo–Kometa           | + 47' 31"    |
| 8    | Michael Storer (AUS)    | Team DSM              | + 1h 49' 05" |
| 9    | Harold Tejada (COL)     | Astana–Premier Tech   | + 2h 01' 12" |
| 10   | Alessandro Covi (ITA)   | UAE Team Emirates     | + 2h 03' 30" |

### Ekipna razvrstitev
| Poz. | Ekipa                   | Čas          |
| ---- | ----------------------- | ------------ |
| 1    | Ineos Grenadiers        | 259h 30' 31" |
| 2    | Team Jumbo–Visma        | + 26' 52"    |
| 3    | Team DSM                | + 29' 09"    |
| 4    | Astana–Premier Tech     | + 33' 05"    |
| 5    | Team BikeExchange       | + 1h 15' 12" |
| 6    | Trek–Segafredo          | + 1h 27' 09" |
| 7    | Movistar Team           | + 1h 28' 18" |
| 8    | Deceuninck–Quick-Step   | + 1h 37' 51" |
| 9    | Team Bahrain Victorious | + 1h 51' 05" |
| 10   | UAE Team Emirates       | + 1h 54' 04" |

### Vmesni šprinti
| Poz. | Kolesar                 | Ekipa                              | Točke |
| ---- | ----------------------- | ---------------------------------- | ----- |
| 1    | Dries De Bondt (BEL)    | Alpecin–Fenix                      | 70    |
| 2    | Umberto Marengo (ITA)   | Bardiani–CSF–Faizanè               | 64    |
| 3    | Simon Pellaud (SUI)     | Androni Giocattoli–Sidermec        | 53    |
| 4    | Samuele Rivi (ITA)      | Eolo–Kometa                        | 32    |
| 5    | Filippo Tagliani (ITA)  | Androni Giocattoli–Sidermec        | 30    |
| 6    | Francesco Gavazzi (ITA) | Eolo–Kometa                        | 23    |
| 7    | Andrea Pasqualon (ITA)  | Intermarché–Wanty–Gobert Matériaux | 21    |
| 8    | Fernando Gaviria (COL)  | UAE Team Emirates                  | 21    |
| 9    | Simone Ravanelli (ITA)  | Androni Giocattoli–Sidermec        | 18    |
| 10   | Mark Christian (GBR)    | Eolo–Kometa                        | 16    |

### Borbenost
| Poz. | Kolesar                 | Ekipa                       | Točke |
| ---- | ----------------------- | --------------------------- | ----- |
| 1    | Dries De Bondt (BEL)    | Alpecin–Fenix               | 53    |
| 2    | Egan Bernal (COL)       | Ineos Grenadiers            | 51    |
| 3    | Simon Pellaud (SUI)     | Androni Giocattoli–Sidermec | 39    |
| 4    | Umberto Marengo (ITA)   | Bardiani–CSF–Faizanè        | 36    |
| 5    | Geoffrey Bouchard (FRA) | AG2R Citroën Team           | 32    |
| 6    | Damiano Caruso (ITA)    | Team Bahrain Victorious     | 31    |
| 7    | João Almeida (POR)      | Deceuninck–Quick-Step       | 31    |
| 8    | Fernando Gaviria (COL)  | UAE Team Emirates           | 26    |
| 9    | Dan Martin (IRL)        | Israel Start-Up Nation      | 22    |
| 10   | Francesco Gavazzi (ITA) | Eolo–Kometa                 | 21    |

### Begi
| Poz. | Kolesar                  | Ekipa                              | Km  |
| ---- | ------------------------ | ---------------------------------- | --- |
| 1    | Simon Pellaud (SUI)      | Androni Giocattoli–Sidermec        | 783 |
| 2    | Umberto Marengo (ITA)    | Bardiani–CSF–Faizanè               | 648 |
| 3    | Samuele Rivi (ITA)       | Eolo–Kometa                        | 414 |
| 4    | Vincenzo Albanese (ITA)  | Eolo–Kometa                        | 368 |
| 5    | Taco van der Hoorn (NED) | Intermarché–Wanty–Gobert Matériaux | 355 |
| 6    | Mark Christian (GBR)     | Eolo–Kometa                        | 281 |
| 7    | Alexis Gougeard (FRA)    | AG2R Citroën Team                  | 274 |
| 8    | Filippo Tagliani (ITA)   | Androni Giocattoli–Sidermec        | 224 |
| 9    | Quinten Hermans (BEL)    | Intermarché–Wanty–Gobert Matériaux | 196 |
| 10   | Samuele Zoccarato (ITA)  | Bardiani–CSF–Faizanè               | 169 |

### Športnost
| Poz. | Ekipa                   | Točke |
| ---- | ----------------------- | ----- |
| 1    | Team Bahrain Victorious | 0     |
| 2    | Team Jumbo–Visma        | 0     |
| 3    | Israel Start-Up Nation  | 0     |
| 4    | Ineos Grenadiers        | 20    |
| 5    | Team Qhubeka Assos      | 20    |
| 6    | Lotto–Soudal            | 20    |
| 7    | EF Education–Nippo      | 30    |
| 8    | Deceuninck–Quick-Step   | 50    |
| 9    | Team DSM                | 50    |
| 10   | Groupama–FDJ            | 50    |